# Marco Marazzoli
Marco Marazzoli (1602? Parma – 26. ledna 1662 Řím) byl italský kněz, harfenista a hudební skladatel.

## Život
Narodil se v Parmě a studoval teologii. Na kněze byl vysvěcen okolo roku 1625. Odešel do Říma a vstoupil do služeb kardinála Antonia Barberiniho. Stal se jeho dvorním hudebníkem a spolu s dalšími hudebníky a skladateli (např. Filippo Vitalim nebo Stefanem Landim) jej doprovázel i na oficiálních cestách
V následujících letech působil jako kněz a zpěvák v Parmě. V roce 1637 byl jmenován kardinálem Barberinim do funkce aiutante di camera a zpíval jako tenor v papežské kapli. V roce 1638 zkomponoval pro benátský karneval hudbu k baletu La piazza d'Orlando a o rok později spolupracoval se skladatelem Virgilio Mazzocchim na jedné z prvních italských komických oper Chi soffre speri, která měla premiéru v Římě. V roce 1640 byl zpěvákem v Sixtinské kapli.
V roce 1642 odcestoval do Paříže a pracoval na dvoře královny Anny Rakouské. Komponoval převážně komorní kantáty. Po svém návratu do Říma v roce 1645 zjistil, že jeho dosavadní mecenáš byl vyhoštěn do Francie a nemohl najít pro své opery uplatnění. Komponoval proto převážně oratoria pro sólisty, sbor a orchestr. Když se rodina Barberini vrátila z vyhnanství, zadala u něj operu ke svatbě Taddea Barberiniho, syna Maffea Barberiniho.
Byl znám také jako vynikající harfenista. Vlastnil pozlacenou harfu Barberini, která je uložena v Museo degli Strumenti Musicali v Římě. Zemřel tragicky po nehodě během mše v Sixtinské kapli v roce 1662.

## Dílo

### Jevištní díla
- Il falcone (1637 Řím, Palazzo Barberini)
- La pazzia d'Orlando (libreto patrně kardinál Giulio Rospigliosi, pozdější papež Klement IX., balet, 1638 Řím)
- La fiera di Farfa (1639) – dílo vzniklo jako parafráze na Monteverdiho skladbu Il combattimento di Tancredi e Clorinda.
- Chi soffre speri (libreto Giulio Rospigliosi, spoluautor Virgilio Mazzocchi, 1639 Řím Palazzo Barberini, přepracovaná opera Il falcone)
- L'Amore trionfante dello Sdegno (libreto Ascanio Pio di Savioa, 1641 Ferrara)
- Gli amori di Giasone e d'Isifile (libreto Orazio Persiani, 1642 Benátky, Teatro Santi Giovanni e Paolo)
- Le pretensioni del Tebro e del Po (libreto Ascanio Pio di Savoia, balet, 1642 Ferrara)
- Il giuditio della ragione tra la Beltà e l'Affetto (libreto Francesco Buti, 1643 Řím)
- Dal male il bene (spoluautor Antonio Maria Abbatini, 1654 Řím, Palazzo Barberini)
- Le armi e gli amori (libreto Giulio Rospigliosi, 1656 Řím, Palazzo Barberini)
- La Vita humana, ovvero Il trionfo della pietà (libreto Giulio Rospigliosi, komponováno k poctě královny Kristýny I. Švédské, 1656 Řím, Palazzo Barberini)
- L'Arianna (nejisté autorství)

### Oratoria
Latinská oratoria
- Erat fames in terra Canaan
- Erat quidam languens Lazarus
- Erat quidem languidus
- Homo erat pater familias
- Venit Jesus in civitatem Samarie
- O mestissime Jesu

Italská oratoria
- Per il giorno della resurrezione
- S Tomaso
- S Caterina
- Natale di N.S. (lost)
- Per ogni tempo (lost)
- S Giustina di Padova (lost)
- Ecco il gran rè de regi
- Poichè Maria dal sui virgineo seno
- Qual nume omnipotente che diè leggi
- Udito habbiam Giesù

Kromě oratorií zkomponoval cca 375 jedno- až šestihlasých kantát. Eleanor Caluori v The New Grove Dictionary of Music and Musicians uvádí kompletní seznam.